# Episodi di Beyblade G-Revolution
Questa è una lista degli episodi della serie anime Beyblade G-Revolution.

## Lista episodi
| Nº | Titolo italiano Giapponese 「Kanji」 - Rōmaji        | In onda           | In onda           |
| Nº | Titolo italiano Giapponese 「Kanji」 - Rōmaji        | Giapponese        | Italiano          |
| 1  | Professor Takao 「タカオ、勝負だ!」                  | 6 gennaio 2003    | 30 agosto 2004    |
| 2  | Ognuno per sé 「友達じゃねぇ!」                      | 13 gennaio 2003   | 1º settembre 2004 |
| 3  | Nuove sfide 「オレには勝てん」                       | 20 gennaio 2003   | 3 settembre 2004  |
| 4  | A modo mio 「オレの道はオレが決める」                | 27 gennaio 2003   | 6 settembre 2004  |
| 5  | Forse tra cento anni... 「100年早いぜ!」             | 3 febbraio 2003   | 8 settembre 2004  |
| 6  | Il veterano e il giovane talento 「カイしかいねぇ!」 | 10 febbraio 2003  | 10 settembre 2004 |
| 7  | Le altre finali 「オマエしだいだ」                   | 17 febbraio 2003  | 13 settembre 2004 |
| 8  | Bladebreakers in ritiro 「合宿じゃねぇ!」            | 24 febbraio 2003  | 15 settembre 2004 |
| 9  | Si va in America! 「1+1は無限大だぜ!」               | 3 marzo 2003      | 17 settembre 2004 |
| 10 | Una sfida interessante 「まとめてきやがれ!」         | 10 marzo 2003     | 20 settembre 2004 |
| 11 | Scaricabarile 「オレが悪いんじゃねえ!」              | 17 marzo 2003     | 22 settembre 2004 |
| 12 | Disciplina ferrea 「逆転劇の幕開けだ」               | 24 marzo 2003     | 24 settembre 2004 |
| 13 | La fuga 「キョウジュはキョウジュだ!」                | 31 marzo 2003     | 27 settembre 2004 |
| 14 | Vai, Professore! 「オレにやらせろ!」                 | 7 aprile 2003     | 29 settembre 2004 |
| 15 | Viva la Spagna! 「パートナーだろ!?」                 | 14 aprile 2003    | 1º ottobre 2004   |
| 16 | Imbrogli 「邪魔するな!」                             | 21 aprile 2003    | 4 ottobre 2004    |
| 17 | Il labirinto 「気をつけろ、大地」                    | 28 aprile 2003    | 6 ottobre 2004    |
| 18 | Un nuovo Bey 「いい顔してるね!」                     | 5 maggio 2003     | 8 ottobre 2004    |
| 19 | L'importante è divertirsi 「NOーーーッ!!」           | 12 maggio 2003    | 11 ottobre 2004   |
| 20 | Una strana proposta 「負けるなよ…タカオ」            | 19 maggio 2003    | 13 ottobre 2004   |
| 21 | Il reportage 「ダサダサだぜ!」                       | 26 maggio 2003    | 15 ottobre 2004   |
| 22 | Gemelli... separati 「アンタなら勝てる!」            | 2 giugno 2003     | 18 ottobre 2004   |
| 23 | Tutti per uno 「まだだ…!」                           | 9 giugno 2003     | 20 ottobre 2004   |
| 24 | Ci sono anch'io! 「パワー全開だ!!」                  | 16 giugno 2003    | 22 ottobre 2004   |
| 25 | Attacco e difesa 「GOーーーッ!!」                    | 23 giugno 2003    | 25 ottobre 2004   |
| 26 | Casa, dolce casa 「よっしゃー!」                     | 30 giugno 2003    | 27 ottobre 2004   |
| 27 | Lo spareggio 「最高に面白いぞ!」                     | 7 luglio 2003     | 29 ottobre 2004   |
| 28 | Doveri 「まだかよ!」                                 | 14 luglio 2003    | 1º novembre 2004  |
| 29 | Parità perfetta 「オレならここだ」                   | 21 luglio 2003    | 3 novembre 2004   |
| 30 | Fino all'ultimo respiro 「終わりじゃねえ!!」         | 28 luglio 2003    | 5 novembre 2004   |
| 31 | Addio Daichi 「じゃあな!」                           | 4 agosto 2003     | 8 novembre 2004   |
| 32 | Una nuova era 「わけわかんねえ!!」                   | 11 agosto 2003    | 10 novembre 2004  |
| 33 | Il gigante 「あやまれ!!」                            | 18 agosto 2003    | 12 novembre 2004  |
| 34 | Un personaggio misterioso 「キミの名は…」            | 25 agosto 2003    | 15 novembre 2004  |
| 35 | Che fare? 「おまえに会えてよかったぜ」               | 1º settembre 2003 | 17 novembre 2004  |
| 36 | Confronto diretto 「ふざけるな!」                    | 8 settembre 2003  | 19 novembre 2004  |
| 37 | La controproposta 「1000%だ!」                       | 15 settembre 2003 | 22 novembre 2004  |
| 38 | Discriminazioni 「地獄を見るぞ」                     | 22 settembre 2003 | 24 novembre 2004  |
| 39 | L'arma segreta 「BBAの最終兵器」                     | 29 settembre 2003 | 26 novembre 2004  |
| 40 | Sbagliando si impara 「ギブアップか?」               | 6 ottobre 2003    | 29 novembre 2004  |
| 41 | Provare e riprovare 「なんのつもりだ」               | 13 ottobre 2003   | 1º dicembre 2004  |
| 42 | Un talento insolito 「ミスターXだ!」                 | 20 ottobre 2003   | 3 dicembre 2004   |
| 43 | L'apparenza inganna 「アーユーレディ?」              | 27 ottobre 2003   | 6 dicembre 2004   |
| 44 | Nobili intenti 「絶対に勝つ!!」                      | 3 novembre 2003   | 8 dicembre 2004   |
| 45 | Sfida decisiva 「OK!」                               | 10 novembre 2003  | 10 dicembre 2004  |
| 46 | Ripensamenti 「トレビア〜ン!」                       | 17 novembre 2003  | 13 dicembre 2004  |
| 47 | Il ritorno di Kei 「えっ!?」                         | 24 novembre 2003  | 15 dicembre 2004  |
| 48 | Resisti, Kei! 「愛だ…!」                             | 1º dicembre 2003  | 17 dicembre 2004  |
| 49 | Retaggio familiare 「アチョーーー!」                 | 8 dicembre 2003   | 20 dicembre 2004  |
| 50 | Si va allo spareggio 「この負け犬が!」               | 15 dicembre 2003  | 22 dicembre 2004  |
| 51 | La resa dei conti 「ウザいんだよっ!」                | 22 dicembre 2003  | 27 dicembre 2004  |
| 52 | Ricordi oscuri 「GO!シュート!!」                     | 29 dicembre 2003  | 29 dicembre 2004  |